# Роберто Карретеро
Роберто Карретеро (ісп. Roberto Carretero; нар. 30 серпня 1975) — колишній іспанський тенісист.
Найвищу одиночну позицію світового рейтингу — 58 місце досяг 13 травня 1996, парну — 697 місце — 24 липня 2000 року.
Здобув 1 одиночний титул.
Найвищим досягненням на турнірах Великого шолома було 2 коло в одиночному розряді.
Завершив кар'єру 2001 року.

## Фінали турнірів ATP за кар'єру

### Одиночний розряд: 2(1 перемога)
| Легенда                         |
| ------------------------------- |
| Турніри Великого шлема (0–0)    |
| Фінали Світового туру ATP (0–0) |
| Серія Мастерс ATP (1–0)         |
| Серія турнірів ATP (0–0)        |
| Світова серія ATP (0–0)         |

| Фінали за покриттям |
| ------------------- |
| Тверде (0–0)        |
| Ґрунт (1–0)         |
| Трава (0–0)         |
| Килим (0–0)         |

| Фінали за типом корту |
| --------------------- |
| Відкритий корт (1–0)  |
| Закритий корт (0–0)   |

| Результат | В-П | Дата     | Турнір             | Рівень        | Покриття | Суперник       | Рахунок            |
| --------- | --- | -------- | ------------------ | ------------- | -------- | -------------- | ------------------ |
| Перемога  | 1–0 | Тра 1996 | Гамбург, Німеччина | Серія Мастерс | Ґрунт    | Алекс Корретха | 2–6, 6–4, 6–4, 6–4 |

## Фінали ATP Челленджер і ITF Ф'ючерс

### Одиночний розряд: 3 (2–1)
| Легенда              |
| -------------------- |
| ATP Челленджер (2–1) |
| ITF Ф'ючерс (0–0)    |

| Фінали за покриттям |
| ------------------- |
| Тверде (0–0)        |
| Ґрунт (2–1)         |
| Трава (0–0)         |
| Килим (0–0)         |

| Результат | В-П | Дата     | Турнір                 | Рівень     | Покриття | Суперник           | Рахунок       |
| --------- | --- | -------- | ---------------------- | ---------- | -------- | ------------------ | ------------- |
| Поразка   | 0-1 | Чер 1995 | Кошиці, Словаччина     | Челленджер | Ґрунт    | Адріан Войня       | 3–6, 6–4, 1–6 |
| Перемога  | 1-1 | Чер 1999 | Вайден, Німеччина      | Челленджер | Ґрунт    | Крістоф ван Гарссе | 6–1, 7–5      |
| Перемога  | 2-1 | Сер 1999 | Сопот (Польща), Польща | Челленджер | Ґрунт    | Тьєррі Гвардьйола  | 6–4, 7–5      |

## Часовий графік результатів
| W | Ф | ПФ | ЧФ | #Р | КТ | К# | DNQ | A | NH |

### Одиночний розряд
| Турніри Великого шлему                 |     |     |     |     |     |       |     |     |
| Відкритий чемпіонат Австралії з тенісу |     |     |     | 1р  |     | 0 / 1 | 0–1 | 0%  |
| Відкритий чемпіонат Франції з тенісу   | К1р | К3р | 1р  | 2р  | К1р | 0 / 2 | 1–2 | 33% |
| Вімблдонський турнір                   |     |     |     |     |     | 0 / 0 | 0–0 | –   |
| Відкритий чемпіонат США з тенісу       |     |     | 2р  |     |     | 0 / 1 | 1–1 | 50% |
| В-П                                    | 0–0 | 0–0 | 1–2 | 1–2 | 0–0 | 0 / 4 | 2–4 | 33% |
| Тур ATP Мастерс 1000                   |     |     |     |     |     |       |     |     |
| Монте-Карло                            | 1р  | К2р |     | 1р  |     | 0 / 2 | 0–2 | 0%  |
| Гамбург                                | К1р | 1р  | П   | 2р  |     | 1 / 3 | 7–2 | 78% |
| Рим                                    |     | 2р  | 1р  | 1р  | К1р | 0 / 3 | 1–3 | 25% |
| В-П                                    | 0–1 | 1–2 | 6–1 | 1–3 | 0–0 | 1 / 8 | 8–7 | 53% |

## Перемоги над гравцями першої 10-ки
| #    | Гравець           | Рейтинг | Турнір             | Покриття | Р-д | Рахунок  |
| ---- | ----------------- | ------- | ------------------ | -------- | --- | -------- |
| 1996 |                   |         |                    |          |     |          |
| 1.   | Євген Кафельников | 7       | Гамбург, Німеччина | Ґрунт    | ПФ  | 7–5, 6–2 |

## Юніорські фінали турнірів Великого шолома

### Одиночний розряд: 1 (1 перемога)
| Результат | Рік  | Турнір                               | Покриття | Суперник      | Рахунок  |
| --------- | ---- | ------------------------------------ | -------- | ------------- | -------- |
| Перемога  | 1993 | Відкритий чемпіонат Франції з тенісу | Ґрунт    | Альберт Коста | 6–0, 7–6 |